# Phyllotis haggardi
El ratón orejón de Haggard (Phyllotis haggardi) es una especie de roedor en la familia Cricetidae. 

## Distribución
Se encuentra solamente en el Ecuador.